# ACTL6A
La proteína 6A tipo actina (ACTL6A) es una proteína codificada en humanos por el gen ACTL6A.
Este gen codifica un miembro de la familia de proteínas asociadas a actina (ARPs), que comparten una significativa identidad con las actinas convencionales. Tanto las actinas como las ARPs tienen un motivo actina, que es un surco de unión a ATP, como característica general. Las ARPs están implicadas en diversos procesos celulares, incluyendo transporte vesicular, orientación del huso mitótico, migración nuclear y remodelación de la cromatina. Este gen codifica una subunidad proteica de 53 kDa del complejo BAF (factor asociado a BRG1/brm) en mamíferos, que está funcionalmente relacionado con el complejo SWI/SNF en S. cerevisiae y Drosophila; este complejo se piensa que facilita la activación transcripcional de genes específicos por represión transcripcional mediada por cromatina. Junto con la actina β, es requerido para una actividad máxima de la ATPasa de BRG1, y por la asociación del complejo BAF con la matriz de cromatina. Se han descrito tres variantes transcripcionales que codifican dos isoformas diferentes de la proteína.

## Interacciones
La proteína ACTL6A ha demostrado ser capaz de interaccionar con:
- SMARCA2[4][5][6]
- Myc[5]
- TRRAP[5]
- RUVBL1[5]
- SMARCA4[4][7]